# Royal Astronomical Society
Société royale d'astronomie (du Royaume-Uni)
Pour les articles homonymes, voir RAS.
La Société royale d'astronomie (du Royaume-Uni), en anglais Royal Astronomical Society (RAS), est une société savante britannique spécialisée dans le domaine de l'astronomie.
L'Astronomical Society of London commence en 1820 à soutenir la recherche astronomique surtout développée à l’époque par des gentlemen éclairés. Elle obtient sa désignation actuelle, Royal Astronomical Society (RAS), en 1831 lorsqu’elle reçoit une Royal Charter du roi William IV. Alors réservée aux hommes, une Supplemental Charter ouvre les portes de la RAS aux femmes en 1915.
La RAS est membre de l’Union astronomique internationale et membre du Science Council.

## Publications
Une des principales activités de la RAS est la publication de revues de référence. Elle en publie notamment deux qui sont au tout premier plan international, les MNRAS en astronomie et, en association avec la Deutsche Geophysikalische Gesellschaft (de) (Société allemande de géophysique), le GJI en géophysique. 
Revues publiées par la RAS
- Memoirs of the Royal Astronomical Society (MmRAS) : 1822 – 1978
- Monthly Notices of the Royal Astronomical Society (MNRAS) : depuis 1827
- Geophysical Supplement to Monthly Notices (MNRAS) : 1922 – 1957
- Geophysical Journal (GeoJ) : 1958 – 1987
- Geophysical Journal International (GeoJI) : depuis 1988
- Quarterly Journal of the Royal Astronomical Society (QJRAS) : 1960 – 1996
- Astronomy & Geophysics (A&G) : depuis 1997

## Membres
Ils sont nommés et autorisés à adjoindre l’acronyme « FRAS » (pour Fellow of the Royal Astronomy Society) à leur nom. Toute personne de plus de 18 ans peut devenir membre de la RAS. Comme lors de la fondation, il n’y avait pas d’astronomes professionnels, aucune qualification particulière n’est demandée pour intégrer cette célèbre organisation. Cependant, trois quarts des membres sont des astronomes ou des géophysiciens professionnels. La RAS fait office de corps professionnel pour les astronomes et les géophysiciens et ses membres peuvent postuler pour l’entrée du Science Council. La RAS compte 3 000 membres en 2003. Aujourd'hui elle en compte à peu près 4 000 à travers le monde.

## Réunions
La RAS organise des rencontres mensuelles sur des sujets portant sur l’astronomie et la géophysique. Elles se tiennent le plus souvent à Londres du second vendredi du mois de septembre jusqu'à juin. Elle parraine également les UK National Astronomy Meeting (Rencontres astronomiques du Royaume-Uni) tenues chaque printemps et diverses autres rencontres au Royaume-Uni.
Conjointement avec la Geological Society of London (Société géologique de Londres) elle parraine la British Geophysical Association (Association géophysique britannique).

## Présidents
Le premier président de la RAS fut William Herschel, mais il ne présida aucune des réunions. Depuis, le poste a été occupé par de nombreux astronomes. Actuellement une présidence dure deux ans.
| Identité                                         | Période | Période  | Durée |
| Identité                                         | Début   | Fin      | Durée |
| ------------------------------------------------ | ------- | -------- | ----- |
| William Herschel, (1738 - 1822)                  | 1821    | 1823     | 2 ans |
| Henry Thomas Colebrooke, (1765 - 1837)           | 1823    | 1825     | 2 ans |
| Francis Baily, (1774 - 1844)                     | 1825    | 1827     | 2 ans |
| John Herschel, (1792 - 1871)                     | 1827    | 1829     | 2 ans |
| James South, (1785 - 1867)                       | 1829    | 1831     | 2 ans |
| John Brinkley, (1763 - 1835)                     | 1831    | 1833     | 2 ans |
| Francis Baily, (1774 - 1844)                     | 1833    | 1835     | 2 ans |
| George Biddell Airy, (1801 - 1892)               | 1835    | 1837     | 2 ans |
| Francis Baily, (1774 - 1844)                     | 1837    | 1839     | 2 ans |
| John Herschel, (1792 - 1871)                     | 1839    | 1841     | 2 ans |
| John Wrottesley, (1798 - 1867)                   | 1841    | 1843     | 2 ans |
| Francis Baily, (1774 - 1844)                     | 1843    | 1845     | 2 ans |
| William Henry Smyth, (1788 - 1865)               | 1845    | 1847     | 2 ans |
| John Herschel, (1792 - 1871)                     | 1847    | 1849     | 2 ans |
| George Biddell Airy, (1801 - 1892)               | 1849    | 1851     | 2 ans |
| John Couch Adams, (1819 - 1892)                  | 1851    | 1853     | 2 ans |
| George Biddell Airy, (1801 - 1892)               | 1853    | 1855     | 2 ans |
| Manuel John Johnson, (1805 - 1859)               | 1855    | 1857     | 2 ans |
| George Bishop, (1785 - 1861)                     | 1857    | 1859     | 2 ans |
| Robert Main, (1808 - 1878)                       | 1859    | 1861     | 2 ans |
| John Lee, (1783 - 1866)                          | 1861    | 1863     | 2 ans |
| George Biddell Airy, (1801 - 1892)               | 1863    | 1864     | 1 an  |
| Warren de la Rue, (1815 - 1889)                  | 1864    | 1866     | 2 ans |
| Charles Pritchard, (1808 - 1893)                 | 1866    | 1868     | 2 ans |
| Russell Henry Manners, (1800 - 1870)             | 1868    | 1870     | 2 ans |
| William Lassell, (1799 - 1880)                   | 1870    | 1872     | 2 ans |
| Arthur Cayley, (1821 - 1895)                     | 1872    | 1874     | 2 ans |
| John Couch Adams, (1819 - 1892)                  | 1874    | 1876     | 2 ans |
| William Huggins, (1824 - 1910)                   | 1876    | 1878     | 2 ans |
| James Ludovic Lindsay, (1847 - 1913)             | 1878    | 1880     | 2 ans |
| John Russell Hind, (1823 - 1895)                 | 1880    | 1882     | 2 ans |
| Edward James Stone, (1831 - 1897)                | 1882    | 1884     | 2 ans |
| Edwin Dunkin (en), (1821 - 1898)                 | 1884    | 1886     | 2 ans |
| James Whitbread Lee Glaisher, (1848 - 1928)      | 1886    | 1888     | 2 ans |
| William Henry Mahoney Christie, (1845 - 1922)    | 1888    | 1890     | 2 ans |
| James Francis Tennant (en), (1829 - 1915)        | 1890    | 1892     | 2 ans |
| Edward Knobel, (1841 - 1930)                     | 1892    | 1893     | 1 an  |
| William de Wiveleslie Abney, (1843 - 1920)       | 1893    | 1895     | 2 ans |
| Andrew Ainslie Common, (1841 - 1903)             | 1895    | 1897     | 2 ans |
| Robert Stawell Ball, (1840 - 1913)               | 1897    | 1899     | 2 ans |
| George Darwin, (1845 - 1912)                     | 1899    | 1900     | 1 an  |
| Edward Knobel, (1841 - 1930)                     | 1900    | 1901     | 1 an  |
| James Whitbread Lee Glaisher, (1848 - 1928)      | 1901    | 1903     | 2 ans |
| Herbert Hall Turner, (1861 - 1930)               | 1903    | 1905     | 2 ans |
| William Maw (en), (1838 - 1924)                  | 1905    | 1907     | 2 ans |
| Hugh Newall (en), (1857 - 1944)                  | 1907    | 1909     | 2 ans |
| David Gill, (1843 - 1914)                        | 1909    | 1911     | 2 ans |
| Frank Watson Dyson, (1868 - 1939)                | 1911    | 1913     | 2 ans |
| Edmond Herbert Grove-Hills, (1864 - 1922)        | 1913    | 1915     | 2 ans |
| Ralph Allen Sampson, (1866 - 1939)               | 1915    | 1917     | 2 ans |
| Percy Alexander MacMahon, (1854 - 1929)          | 1917    | 1919     | 2 ans |
| Alfred Fowler, (1868 - 1940)                     | 1919    | 1921     | 2 ans |
| Arthur Eddington (1882 - 1944)                   | 1921    | 1923     | 2 ans |
| John Louis Emil Dreyer (1852 - 1926)             | 1923    | 1925     | 2 ans |
| James Jeans (1877 - 1946)                        | 1925    | 1927     | 2 ans |
| T. E. R. Phillips (en) (1868 - 1942)             | 1927    | 1929     | 2 ans |
| Andrew Crommelin (1865 - 1939)                   | 1929    | 1931     | 2 ans |
| Harold Knox-Shaw (en) (1885 - 1970)              | 1931    | 1933     | 2 ans |
| F. J. M. Stratton (en) (1881 - 1960)             | 1933    | 1935     | 2 ans |
| John Reynolds (en) (1874 - 1949)                 | 1935    | 1937     | 2 ans |
| Harold Spencer Jones (1890 - 1960)               | 1937    | 1939     | 2 ans |
| Henry Crozier Keating Plummer (en) (1875 - 1946) | 1939    | 1941     | 2 ans |
| Sydney Chapman (1888 - 1970)                     | 1941    | 1943     | 2 ans |
| Edward Arthur Milne (1896 - 1950)                | 1943    | 1945     | 2 ans |
| Harry Hemley Plaskett (1893 - 1980)              | 1945    | 1947     | 2 ans |
| William Michael Herbert Greaves (1897 - 1955)    | 1947    | 1949     | 2 ans |
| William Marshall Smart (en) (1889 - 1975)        | 1949    | 1951     | 2 ans |
| Herbert Dingle (1890 - 1978)                     | 1951    | 1953     | 2 ans |
| John Jackson (1887 - 1958)                       | 1953    | 1955     | 2 ans |
| Harold Jeffreys (1891 - 1989)                    | 1955    | 1957     | 2 ans |
| William Herbert Steavenson (en) (1894 - 1975)    | 1957    | 1959     | 2 ans |
| Roderick Oliver Redman (1905 - 1975)             | 1959    | 1961     | 2 ans |
| William McCrea (1904 - 1999)                     | 1961    | 1963     | 2 ans |
| Richard van der Riet Woolley (1906 - 1986)       | 1963    | 1965     | 2 ans |
| Thomas George Cowling (1906 - 1990)              | 1965    | 1967     | 2 ans |
| Donald Sadler (1908 - 1987)                      | 1967    | 1969     | 2 ans |
| Bernard Lovell (1913 - 2012)                     | 1969    | 1971     | 2 ans |
| Fred Hoyle (1915 - 2001)                         | 1971    | 1973     | 2 ans |
| Donald Blackwell (en) (1921 - 2010)              | 1973    | 1975     | 2 ans |
| Francis Graham Smith (né en 1923)                | 1975    | 1977     | 2 ans |
| Alan Cook (en) (1922 - 2004)                     | 1977    | 1979     | 2 ans |
| Michael Seaton (1923 - 2007)                     | 1979    | 1981     | 2 ans |
| Arnold Wolfendale (1927 - 2020)                  | 1981    | 1983     | 2 ans |
| Raymond Hide (1929 - 2016)                       | 1983    | 1985     | 2 ans |
| Donald Lynden-Bell (1935 - 2018)                 | 1985    | 1987     | 2 ans |
| Rod Davies (en) (1930 - 2015)                    | 1987    | 1989     | 2 ans |
| Roger Tayler (1929 - 1997)                       | 1989    | 1990     | 1 an  |
| Ken Pounds (né en 1934)                          | 1990    | 1992     | 2 ans |
| Martin Rees (né en 1942)                         | 1992    | 1994     | 2 ans |
| Carole Jordan (née en 1941)                      | 1994    | 1996     | 2 ans |
| Malcolm Longair (né en 1941)                     | 1996    | 1998     | 2 ans |
| David Williams (en) (né en 1937)                 | 1998    | 2000     | 2 ans |
| Nigel Weiss (1936 - 2020)                        | 2000    | 2002     | 2 ans |
| Jocelyn Bell (née en 1943)                       | 2002    | 2004     | 2 ans |
| Kathryn Whaler (en) (née en 1956)                | 2004    | 2006     | 2 ans |
| Michael Rowan-Robinson (né en 1942)              | 2006    | 2008     | 2 ans |
| Andrew Fabian (né en 1948)                       | 2008    | 2010     | 2 ans |
| Roger Davies (en) (né en 1954)                   | 2010    | 2012     | 2 ans |
| David Southwood (en) (né en 1945)                | 2012    | 2014     | 2 ans |
| Martin Barstow (en)                              | 2014    | 2016     | 2 ans |
| John Zarnecki (en) (né en 1949)                  | 2016    | 2018     | 2 ans |
| Mike Cruise (en)                                 | 2018    | En cours | 7 ans |

## Récompenses
La récompense la plus importante de la RAS est la médaille d'or de la Royal Astronomical Society. Albert Einstein (en 1926) et Stephen Hawking (en 1985) en sont deux des récipiendaires les plus connus du grand public. La RAS délivre également la médaille Eddington, la médaille Herschel, la médaille Chapman, la médaille Price et la médaille Jackson-Gwilt. Les chaires comprennent la Harold Jeffreys Lectureship en géophysique, la George Darwin Lectureship en astronomie et la Gerald Whitrow Lectureship en cosmologie.

## Autres activités
La RAS occupe les locaux de Burlington House à Londres, où les membres ont accès à une bibliothèque et à des salles de conférences au sein de leurs enseignes. La RAS défend les intérêts de l’astronomie et de la géophysique en Grande-Bretagne ainsi qu'auprès des gouvernements européens. Elle possède un bureau de presse situé à Londres qui informe les médias et le public des dernières avancées en astronomie et astrophysique.